# شرس البلوش (المصنعة)
شرس البلوش منطقة سكنية تقع في ولاية المصنعة، التابعة لمحافظة جنوب الباطنة في سلطنة عمان. يقدر عدد سكانها بـ 3000نسمة حسب إحصاء عام 2020 التابع للمركز الوطني للإحصاء والمعلومات الحكومي. رمز المنطقة هو 70640032. لديها فريق رياضي يعد من اعرق الفرق في المنطقة فريق شرس الساحل الرياضي.